# John Addison Fordyce

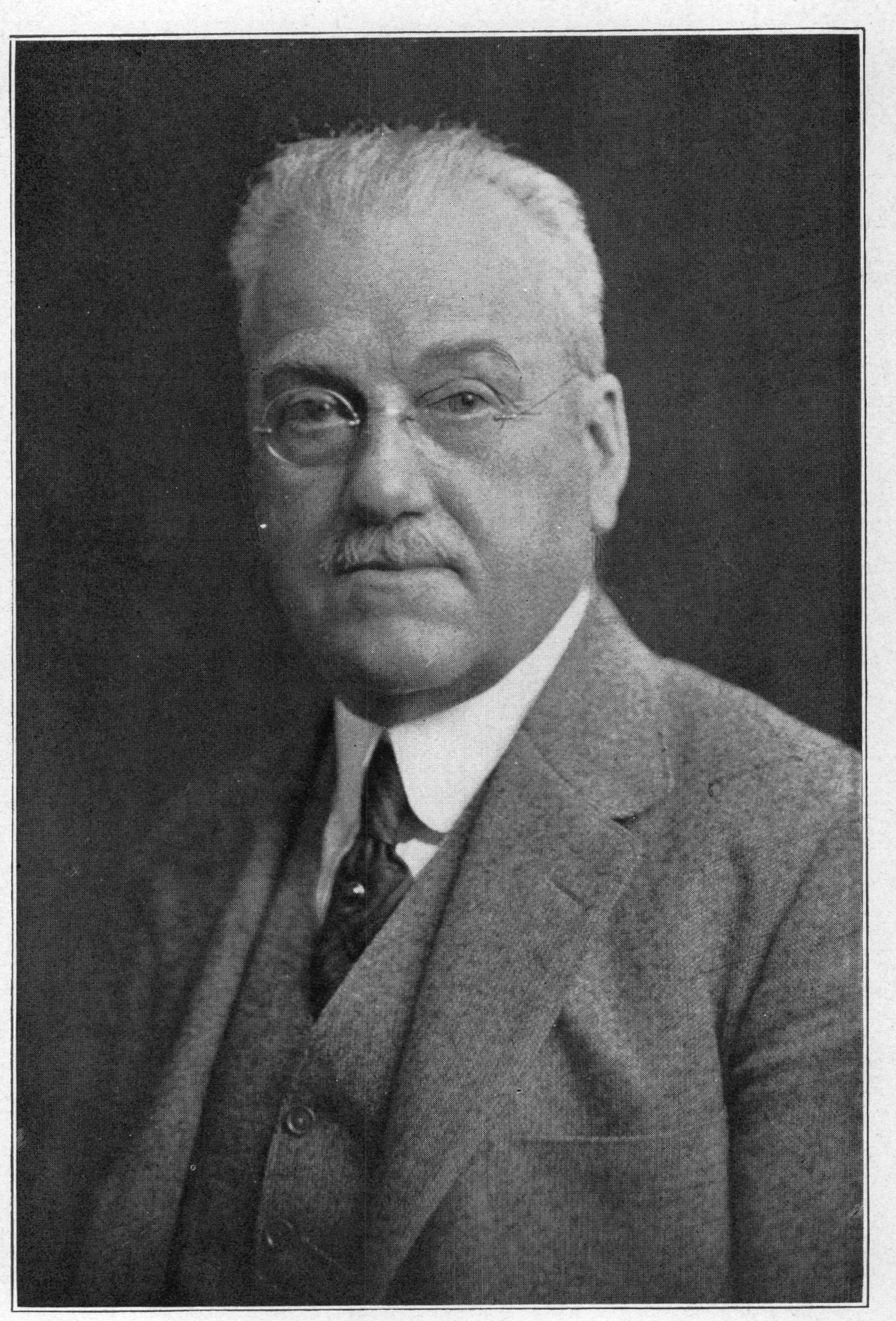
John Addison Fordyce, M.D.

John Addison Fordyce (ur. 16 lutego 1858 w Hrabstwie Guernsey w Ohio, zm. 4 czerwca 1925) – amerykański dermatolog, którego nazwisko wiąże się z takimi schorzeniami jak Plamki Fordyce’a czy choroba Foxa-Fordyce’a.
Fordyce w 1881 uzyskał dyplom medycyny z Feinberg School of Medicine w Chicago. Swoją karierę rozpoczął w Hot Springs w stanie Arkansas, skąd w 1886 przeniósł się do Europy, gdzie studiował dermatologię w Wiedniu i Paryżu. Po powrocie do USA osiedlił się w Nowym Jorku, gdzie był specjalistą dermatologii i kiły. Od 1889 do 1893 uczył na Poliklinice Nowojorskiej, później był profesorem Bellevue Hospital College i College of Physicians and Surgeons.